# 松田喬和
松田 喬和（まつだ たかかず、1945年 - ）は、毎日新聞社の政治部記者、特別顧問。

## 来歴
群馬県出身。早稲田大学第一文学部を卒業後、1969年毎日新聞社に記者として入社。福島支局、社会部の後、1974年から政治部。「サンデー毎日」編集部、メディア企画本部、政治部デスク、横浜支局長などを経て、1999年10月から東京本社論説委員、専門編集委員。
先輩の嶌信彦、岸井成格などと同様、長らくJNN系列のテレビ番組に政治問題の解説者として登場。近年は『INsideOUT』（BS11）にコメンテーターとして週2回出演している。
鳩山由紀夫内閣からベテラン記者としては珍しく、総理番記者となる。ぶらさがりでの一問一答、首相官邸の様子などを、「松田喬和の首相番日誌」として毎週、毎日新聞に執筆している。

## 出演番組

### テレビ
- 時事放談リメイク版（TBS）※出演はしていないが、「協力」という立場で番組に携わる。
- INsideOUT（BS11） - 月・木曜日担当

- ブロードキャスター（TBS）※「政治コメンテーター」として主にVTR、たまにスタジオにも出演。
- ウォッチ!（TBS）※2003年度コメンテーター
- ひるおび!（TBS） - 2010年10月8日から、隔週金曜日コメンテーター

## 著書
- 『中曽根内閣史』（共著・中央公論社）
- 『日本政党史』（共著・第一法規）
- 政治コラム「永田町鳥瞰虫観」（月刊「潮」連載中）

## 関連人物
- 岩見隆夫（上司、「時事放談」リメイク版初代司会者）
- 近藤勝重（同期入社）
- 御厨貴（「時事放談」の岩見の後任司会者、松田との縁で「ブロードキャスター」出演も）